# Бітумне
Бітумне (крим. Bitumne) — селище в Україні, у складі Сімферопольського району Автономної Республіки Крим. Підпорядковується Гресівській селищній раді.
Відстань від райцентру до населеного пункта становить 11 кілометрів по прямій.

## ІєрархіяКОАТУУдо 2023 року
Автономна Республіка Крим → м. Сімферополь (Сімферопольська міськрада) → Залізничний район (Залізнична райрада м. Сімферополя) → смт. Гресівський (селищна рада) → селище Бітумне.
Для поштової адреси використовується скорочений запис: Автономна Республіка Крим, Сімферопольська міськрада, селище Бітумне.

## Населення
За даними перепису населення 2001 року, у селищі мешкало 221 особа. Мовний склад населення села був таким:
| Мова       | Число ос. | Відсоток |
| ---------- | --------- | -------- |
| українська | 4         | 1,81     |
| російська  | 197       | 98,19    |